# Caussens
Caussens – miejscowość i gmina we Francji, w regionie Oksytania, w departamencie Gers.
Według danych na rok 1990 gminę zamieszkiwało 557 osób, a gęstość zaludnienia wynosiła 42 osób/km² (wśród 3020 gmin regionu Midi-Pyrénées Caussens plasuje się na 548. miejscu pod względem liczby ludności, natomiast pod względem powierzchni na miejscu 870.).